# Elwin von Anker
Karl Elwin Anker, ab 1866 von Anker (* 19. Dezember 1835 in Berlin; † 16. November 1915 wohl ebenda) war ein preußischer Generalmajor.

## Leben
Anker wurde am 5. Mai 1866 in Berlin als Premierleutnant im Garde-Feldartillerie-Regiment, kommandiert als Adjutant der 5. Artillerie-Brigade, in den preußischen Adelsstand erhoben.
Er entstammte einer Familie aus Filehne (Provinz Posen) und war der Sohn des Karl Ludwig Ferdinand Anker († 1877), Agent beim Finanzministerium, und der Mathilde Henriette Driesemann. Er wurde am 16. Januar 1836 in der Dreifaltigkeitskirche zu Berlin getauft. Anker heiratete Anna Albertine Gräfin von Hacke und hinterließ vier Kinder.